# Lars Torstenson
Lars Torstenson, född 1958, är en svensk vinmakare. Torstenson är ursprungligen journalist, utbildade sig till vinmakare i Frankrike, och ledde 1988–2005 vingården Domaine Rabiega i Provence som då ägdes av Vin & Sprit. Torstenson är känd för att ha gått i bräschen för vinutvecklingen i sydöstra Frankrike (Provence) och skapade många nya viner som Clos Dière och Rabiega Rouge. Han har fått flera internationella utmärkelser, och utsågs 1994 till Vigneron de l'Année av mat- och vinmagasinet Gault Millau. Torstensson arbetar sedan 2006 som så kallad flygande vinmakare och ger som sådan konsultråd till vinproducenter runt om i världen. Sedan augusti 2020 är han tillbaka på Domaine Rabiega, nu som konsulterande vinmakare. Torstenson har även skrivit ett flertal böcker, både fackböcker om vin och skönlitterära verk utgivna i Sverige och Danmark. Sommarvärd i Sveriges Radio juli 1997.